# جون سيريكيبي
جون سيريكيبي (بالإنجليزية: John Siryakibbe)‏ (مواليد 25 ديسمبر 1962) هو ملاكم أوغندي، مثّل بلاده في الألعاب الأولمبية الصيفية في دورتي 1980 و1984.

## روابط خارجية
جون سيريكيبي على موقع أوليمبيديا (الإنجليزية)
- جون سيريكيبي على موقع اتحاد ألعاب الكومنولث (مؤرشف) (الإنجليزية)